# Stefan Držislav
Stefan Držislav (chorw. Stjepan Držislav; zm. ok. 997) – król Chorwacji z dynastii Trpimirowiczów, panujący od 969 roku.
Był synem Michała Krzesimira II i Heleny. W źródłach występuje pod chrześcijańskim imieniem Stefan i słowiańskim Držislav. W konflikcie bizantyńsko-bułgarskim o dominację na Bałkanach poparł cesarza Bazylego II Bułgarobójcę. W odwecie armia bułgarska pod dowództwem cara Samuela Komitopula wkroczyła do Chorwacji, dochodząc aż do Zadaru i pustosząc kraj. Zdaniem historyka Tomasza Archidiakona cesarz w podzięce podarował Stefanowi insygnia królewskie oraz nadał mu tytuł patrycjusza i egzarchy.
Pod koniec jego rządów doża wenecki Pietro II Orseolo odmówił mu zapłaty daniny, a flota wenecka zaatakowała wyspę Vis. Okres jego panowania uznaje się za czas, kiedy Chorwacja umocniła swoją międzynarodową pozycję względem państw sąsiednich.
Nie jest wykluczone, że Stefan rządził wspólnie z inną osobą. Na inskrypcji z Kninu został wymieniony jako dux magnus obok osoby, którą zatytułowano dux Hroator(um). Utożsamia się ją ze Świętosławem Suronją, jego synem.